# Fräkentjärnen (Arvidsjaurs socken, Lappland, 726561-164694)
Fräkentjärnen är en sjö i Arvidsjaurs kommun i Lappland och ingår i Skellefteälvens huvudavrinningsområde. Sjön har en area på 0,101 kvadratkilometer och ligger 471,2 meter över havet. Sjön avvattnas av vattendraget Ängesbäcken.

## Delavrinningsområde
Fräkentjärnen ingår i det delavrinningsområde (726488-164776) som SMHI kallar för Mynnar i Gallakbäcken. Medelhöjden är 468 meter över havet och ytan är 10,27 kvadratkilometer. Det finns inga avrinningsområden uppströms utan avrinningsområdet är högsta punkten. Ängesbäcken som avvattnar avrinningsområdet har biflödesordning 4, vilket innebär att vattnet flödar genom totalt 4 vattendrag innan det når havet efter 153 kilometer. Avrinningsområdet består mestadels av skog (66 procent) och sankmarker (33 procent). Avrinningsområdet har 0,17 kvadratkilometer vattenytor vilket ger det en sjöprocent på 1,7 procent.